# Harisiddhi
Harisiddhi es un pueblo ubicado en el distrito de Lalitpur, Nepal.

## Superficie
Cuenta con una superficie de 3,099 kilómetros cuadrados.

## Demografía
Hasta 2015 la población era de 13 097 habitantes, con una densidad de población de 4225 habitantes por kilómetro cuadrado. Con una población masculina y femenina de 6630 (50,6%) y 6467 (49,4%) respectivamente.
| Gráfica de evolución demográfica de Harisiddhi entre 1975 y 2015 |
|                                                                  |
| Datos según el Centro Común de Investigación.                    |